# Saison 2 de Heartstopper
Chronologie
Saison 1 Saison 3
Cet article présente le guide des épisodes de la deuxième saison de la série télévisée anglaise Heartstopper adapté du roman graphique Heartstopper d'Alice Oseman.

## Synopsis
Depuis que Nick a fait son coming-out auprès de sa mère, Charlie et lui tentent de plus en plus de s’affirmer en tant que couple. Mais entre les cours et les examens, ils peinent à trouver le temps de se voir. Heureusement, le voyage scolaire arrive à grands pas, et quoi de mieux qu’une excursion à Paris pour se retrouver entre amoureux.

## Généralités
- Le 20 mai 2022, une deuxième saison ainsi qu'une troisième sont annoncées par Netflix[1].
- Les premières images ont été révélées le 24 avril 2023 avec sa date de diffusion[2].

## Distribution

### Acteurs principaux
- Kit Connor (VF : Gabriel Bismuth-Bienaimé) : Nicholas « Nick » Nelson
- Joe Locke (VF : Tom Trouffier) : Charlie Spring
- William Gao (VF : Thomas Sagols) : Tao Xu
- Yasmin Finney (VF : Jessica Monceau) : Elle Argent
- Corinna Brown (VF : Melissa Berad) : Tara Jones
- Kizzy Edgell (VF : Laure Filiu) : Darcy Olsson
- Tobie Donovan (VF : Benoît Cauden) : Isaac Henderson
- Jenny Walser (VF : Elsa Bougerie) : Victoria « Tori » Spring (4 épisodes)
- Sebastian Croft (VF : Andrea Santamaria) : Benjamin « Ben » Hope (7 épisodes)
- Cormac Hyde-Corrin (VF : Oscar Douieb) : Harry Greene (7 épisodes)
- Rhea Norwood (VF : Marie Facundo) : Imogen Heaney
- Fisayo Akinade (VF : Baptiste Marc) : M. Ajayi (6 épisodes)
- Olivia Colman (VF : Anne Dolan) : Sarah Nelson (4 épisodes)
- Leila Khan : Sahar Zahid (7 épisodes)
- Jack Barton (VF : Adrien Larmande) : David Nelson (3 épisodes)
- Nima Taleghani : M. Farouk (7 épisodes)

### Acteurs récurrents
- Araloyin Oshunremi (VF : Florent Pochet) : Otis Smith
- Evan Ovenell (VF : Baptiste Mège) : Christian McBride
- Ashwin Viswanath (VF : Rémi Gutton) : Sai Verma
- Georgina Rich : Jane Spring
- Joseph Balderrama : Julio Spring
- Momo Yeung (VF : Elisa Bourreau) : Yan Xu
- Alan Turkington : M. Lange
- Chetna Pandya (en) : le coach Singh
- Bradley Riches : James McEwan
- Bel Priestley : Naomi
- Ash Self (VF : Adeline Clément) : Felix
- Thibault De Montalembert (VF : lui-même) : Stephane Fournier